# Bruine schorpioenvis
De bruine schorpioenvis (Scorpaena porcus) of zwarte schorpioenvis is een straalvinnige vissensoort uit de familie van de steenvissen (Synanceiidae).

## Kenmerken
Zijn bolle kop is kort vergeleken met die van de verwante soort Scorpaena scrofa. Hij heeft een grote bek en grote ogen. Op de kop en boven het oog bevinden zich weefselflappen. De stekels op rug-, aars- en borstvinnen zijn met gifklieren uitgerust en kunnen worden opgezet. Alle vinnen zijn afgerond. De kleur is bruin-rood tot bruin met zwarte vlekken. Hij kan 30 centimeter groot worden.

## Leefwijze
Deze vis ligt roerloos op de bodem op prooi te wachten tussen de met wier begroeide rotsen, waar hij nauwelijks opvalt dankzij zijn goede camouflage. Deze vis is ook gevaarlijk voor mensen.

## Verspreiding en leefgebied
Hij komt veel voor in rotsspleten en holen langs zeegrasvelden van de Middellandse Zee, noordoostelijke Atlantische Oceaan en de Zwarte Zee.